# 270
270是269與271之間的自然數。

## 在數學中
- 合數，正因數有1、2、3、5、6、9、10、15、18、27、30、45、54、90、135和270。
質因數分解為{\displaystyle 2\times 3^{3}\times 5}。
- 第62個過剩數，真因數和為450，盈度為180。前一個為264、下一個為272。
  - 第63個半完全數，和為本身的其中一組因數為1、 2、 3、 5、 6、 9、 10、 15、 18、 27、 30、 54、 90。前一個為264、下一個為272。
- 第5個歐爾調和數，因數调和平均数為6。前一個為140、下一個為496。
- 第27個佩服數，相減後為本身的因數為90。前一個為258、下一個為282。
- 第80個十进制的哈沙德數。前一個為266、下一個為280。
- 十进制的奢侈數。
- 8個連續質數和（19+23+29+31+37+41+43+47）
- 半完全數：270=45+90+135
- {\displaystyle 270\pm 1}是孿生質數
- {\displaystyle 6\times 270\pm 1}是孿生質數

## 在人類文化中
- 新幹線N700系電聯車最大過彎車速270公里／小時
- 天璽由兩座約270公尺高的摩天大廈組成
- 苜蓿葉型的交流道是設置四個環形匝道，讓左轉車輛（靠右行駛）行駛270度的環道後自右側匯入高速公路
- 是美國70號州際公路的補助線
- 肯塔基州的部分地區北美洲電話區號為270
- 宜蘭縣蘇澳鎮的郵遞區號為270

## 在科學中
- 高錳酸鉀在270℃時會被分解
- 亞硝酸鈉的熔點為270°C

## 在天文中
- 木衛五的外形不規則，它的三個軸的長度分別是270、168、150公里
- NGC 270 是鯨魚座的一個星系
- NGC 604 是在三角座星系內的一個電離氫區，星系的距離大約是270萬光年
- 仙女座 Ⅵ距離270±10萬光年
- IC 10是一個不規則星系，距離地球所在的銀河大約270萬光年，也是已知離地球最近的一個星暴星系
- 木衛十八的體積約為270立方公里

## 在其他領域中
- 西元270年和前270年
- 冬至時太陽位於黃經270°
- 正西方的方位角為270°
- 深紫丁香色的HSV為（270°, 68%, 67%）
- 薰衣草色的HSV為（270°, 73%, 54%）